# Fiódor Tolbukhin
 Fiódor Ivànovitx Tolbukhin (rus: Фё́дор Ива́нович Толбу́хин, 16 de juny de 1894 – 17 de setembre de 1949) va ser un comandant militar soviètic.

## Biografia
Tolbukhin va néixer a una família camperola a l'óblast de Iaroslavl, al nord-est de Moscou. S'allistà voluntari a l'Exèrcit Imperial el 1914 amb l'esclat de la Primera Guerra Mundial. Va ser promogut repetidament, passant de soldat ras a capità el 1916, rebent múltiples condecoracions per valentia.
L'agost de 1918, Tolbukhin s'uní a l'Exèrcit Roig, on serví com a Cap d'Estat Major de la 56a Divisió de Fusellers. Després del final de la Guerra Civil Russa, Tolbukhin ocupà diverses posicions d'estat major. Assistí a l'Acadèmia Militar Frunze per rebre instrucció d'estat major avançat, graduant-se el 1931. El 1937, després d'haver ocupat diversos càrrecs d'estat major, va ser finalment destinat al capdavant d'una divisió. El 1938 va ser fet Cap d'Estat Major del Districte Militar Transcaucàsic.
Va romandre en aquesta posició durant les etapes inicials de l'Operació Barbarroja fins a l'agost de 1941, quan va ser fet Cap d'Estat Major del Front de Crimea, càrrec que ocuparia fins al març de 1942. Entre maig i juliol de 1942, en què va ser nomenat assistent al comandant del Districte Militar de Stalingrad. Després d'això, va ser comandant del 58è Exèrcit fins al març de 1943. El 58è Exèrcit participà en la batalla de Stalingrad, en la qual el superior de Tolbukhin, Coronel General Ieriómenko, lloà la seva organització i la seva habilitat militar. Posteriorment va ser destinat a comandar el Front Sud.
A l'octubre de 1943, el Front Sud passà a denominar-se 4t Front Ucraïnès. Des d'allà, Tolbukhin ajudà al 3r Front Ucraïnès de Rodion Malinovski en l'Ofensiva del Baix Dnieper i en l'Ofensiva del Dnieper i els Carpats. Al maig de 1944, Tolbukhin va ser destinat al capdavant del 3r Front Ucraïnès, i durant la Campanya d'Estiu (juny-octubre de 1944), Tolbukhin i Malinovski van llençar la invasió dels Balcans, conquerint la major part de Romania. El 12 de setembre de 1944, dos dies després que Malinovski fos promogut al rang de Mariscal de la Unió Soviètica, Tolbukhin també ho va ser. Mentre que Malinovski es dirigia cap al nord-oest, cap a Hongria i Iugoslàvia, Tolbukhin llançava la seva invasió cap al sud, conquerint gran part de Bulgària. Iniciant l'Ofensiva d'Hivern, Tolbukhin va fer girar el seu exèrcit cap al nord-oest, alliberant gran part de Iugoslàvia i envaint l'Hongria meridional.
Després de la guerra, Tolbukhin va ser comandant en cap del Grup d'Exèrcits Sud, que ocupava la regió dels Balcans. El gener de 1947 va ser fet comandant del Districte Militar Transcaucàsic, càrrec que ocupà fins a la seva mort el 17 d'octubre de 1949.
Tolbukhin és generalment vist com un dels millors generals soviètics de la Segona Guerra Mundial. Meticulós, prudent, i no cegament ambiciós com alguns dels seus companys, va ser respectat tant pels seus companys comandants com pels seus homes, especialment per la seva dedicació perquè tinguessin una taxa baixa de caiguts. Tolbukhin va ser receptor de nombroses distincions i condecoracions, incloent l'Orde de la Victòria i el títol d'Heroi de la Unió Soviètica. També va ser nomenat Heroi dels diversos països que alliberà. A Bulgària, la ciutat de Dòbritx passà a anomenar-se Tolbukhin, nom que conservà fins a la caiguda del comunisme el 1989. L'urna que conté les seves cendres està enterrada a la Muralla del Kremlin.

## Condecoracions
- Heroi de la Unió Soviètica
- Orde de la Victòria
- Orde de Lenin (3)
- Orde de la Bandera Roja (3)
- Orde de Suvorov de 1a classe (2)